# Star Wars Kid
Ghyslain Raza (Trois-Rivières,1988) beter bekend als de Star Wars Kid. Hij maakte eind 2002 een filmpje van zichzelf waarin hij een golfbal retriever rondzwaait alsof het een lichtzwaard uit de Star Warsfilms is. Dit filmpje werd door vrienden op internet gezet. In korte tijd groeide de opname onder de naam Star Wars Kid uit tot het meest bekeken internetfilmpje ooit.

## De film
Op 4 november 2002 nam Raza zijn filmpje op in de studio van de particuliere school Séminaire Saint-Joseph in Trois-Rivières. Hij imiteerde hierin het Star Warspersonage Darth Maul uit de film Star Wars: Episode I: The Phantom Menace. In het filmpje gebruikte hij een golfbal retriever als lichtzwaard, waarmee hij nogal onhandig rondzwaaide.
Na de opname liet hij de videoband een aantal maanden liggen voordat hij de opname aan enkele vrienden liet zien. Het leek hen leuk om het filmpje op internet te zetten, dus zetten zij de film om naar WMV-formaat, waarna ze het op 14 april 2003 distribueerden via het peer-to-peer-netwerk Kazaa onder de naam ghyslain_razaa.wmv. Binnen twee weken was het filmpje al zo’n miljoen keer gedownload. Het is heden nog steeds een van de meest bekeken internetfilmpjes aller tijden.
Er zijn al talloze parodieën en bewerkingen van Star Wars Kid gemaakt. Men voegde lichteffecten, geluidseffecten, muziek en titels van Star Wars toe, zodat het net leek alsof het een echt lichtzwaard is. De eerste bewerkte film werd gemaakt door spelontwerper Bryan Dube op 24 april, die hem op zijn eigen website zette onder de naam TheLastHope.avi. Andy Baio van Waxy.org hernoemde het filmpje tot de nog steeds gebruikte naam Star_Wars_Kid.wmv  en zette het op zijn eigen site. De film is zelfs geparodieerd in Amerikaanse televisieseries, waaronder American Dad!, South Park en er wordt aan gerefereerd in de serie Veronica Mars, aflevering 1.20: M.A.D.

## Rechtszaak
De familie van de jongen spande een proces aan tegen de families van de schoolvrienden, waarin CA$ 250.000 schadevergoeding werd geëist. Naar eigen zeggen leed de jongen aan morele schade door de ongevraagde media-aandacht. De zaak werd geschikt: de bijzonderheden hiervan zijn niet bekendgemaakt.